# Mistrzostwa Świata w Lotach Narciarskich 2004
18. Mistrzostwa Świata w Lotach Narciarskich odbyły się w dniach 20–22 lutego 2004 w Planicy na skoczni Letalnica K-185.
Były to pierwsze mistrzostwa, na których walczono o zdobycie tytułu zarówno w konkursie indywidualnym, jak i drużynowym.
Po raz piąty mistrzostwa świata w lotach narciarskich rozegrano w Planicy. Wcześniej miało to miejsce w 1972, 1979, 1985 i 1994 roku.

## Początkowy program mistrzostw
Poniżej przedstawiony został program zawodów, opracowany przed rozpoczęciem mistrzostw świata w lotach. Z powodu niekorzystnych warunków atmosferycznych, godziny przeprowadzenia poszczególnych serii uległy zmianie.
| Data           | Godzina | Wydarzenie                                                                     |
| -------------- | ------- | ------------------------------------------------------------------------------ |
| 18 lutego 2004 | 20:00   | odprawa techniczna                                                             |
| 19 lutego 2004 | 9:00    | dwie oficjalne serie treningowe przed kwalifikacjami do zawodów indywidualnych |
| 19 lutego 2004 | 11:30   | seria kwalifikacyjna przed zawodami indywidualnymi                             |
| 20 lutego 2004 | 9:00    | seria próbna przed zawodami indywidualnymi                                     |
| 20 lutego 2004 | 10:15   | początek pierwszej serii konkursowej zawodów indywidualnych                    |
| 20 lutego 2004 | 11:30   | początek drugiej serii konkursowej zawodów indywidualnych                      |
| 21 lutego 2004 | 9:00    | seria próbna przed finałowymi seriami zawodów indywidualnych                   |
| 21 lutego 2004 | 10:15   | początek trzeciej serii konkursowej zawodów indywidualnych                     |
| 21 lutego 2004 | 11:30   | początek czwartej serii konkursowej zawodów indywidualnych                     |
| 22 lutego 2004 | 9:00    | seria próbna przed zawodami drużynowymi                                        |
| 22 lutego 2004 | 10:15   | początek pierwszej serii konkursowej zawodów drużynowych                       |
| 22 lutego 2004 | 11:30   | początek drugiej serii konkursowej zawodów drużynowych                         |

## Skocznia
Punkt konstrukcyjny skoczni Letalnica, na której rozegrane zostały konkursy mistrzostw świata, wynosił 185 metrów. Przed rozpoczęciem mistrzostw rekord skoczni w Planicy, a zarazem nieoficjalny rekord świata w długości skoku wynosił 231 metrów. Odległość tę uzyskał Matti Hautamäki w 2003 roku. Rekord ten nie został poprawiony w trakcie trwania Mistrzostw Świata w Lotach Narciarskich 2004.
|  | Nazwa skoczni | Miasto  | Punkt konstrukcyjny | Punkt sędziowski | Rekord skoczni                |
|  | ------------- | ------- | ------------------- | ---------------- | ----------------------------- |
|  | Letalnica     | Planica | K-185               | 215 m            | 231 m, Matti Hautamäki (2003) |

## Jury
Funkcję dyrektora konkursów w skokach narciarskich na mistrzostwach świata w lotach w Planicy sprawował Marko Mlakar. Z ramienia Międzynarodowej Federacji Narciarskiej nad przebiegiem zawodów opiekę sprawował dyrektor Pucharu Świata, Walter Hofer. Jego asystentem był, podobnie jak w innych oficjalnych zawodach organizowanych przez FIS, Miran Tepeš. Stanowisko sędziego technicznego powierzono Bertilowi Palsrudowi, a jego asystentem został Franck Salvi.
Skład sędziowski poszczególnych serii konkursowych przedstawia poniższa tabela:
| Sędzia           | Kraj              | Stanowisko na wieży sędziowskiej konk. ind. serie 1 i 2 | Stanowisko na wieży sędziowskiej konk. ind. serie 1 i 2 | Stanowisko na wieży sędziowskiej konk. drużyn. |
| ---------------- | ----------------- | ------------------------------------------------------- | ------------------------------------------------------- | ---------------------------------------------- |
| Knut A. Bakken   | Norwegia          | E                                                       | E                                                       | D                                              |
| Ernst Egloff     | Szwajcaria        | D                                                       | B                                                       | C                                              |
| Janez Gros       | Słowenia          | –                                                       | A                                                       | E                                              |
| Ryszard Guńka    | Polska            | C                                                       | C                                                       | –                                              |
| Wolfgang Patzina | Niemcy            | A                                                       | D                                                       | A                                              |
| Gary Sparpana    | Stany Zjednoczone | B                                                       | –                                                       | B                                              |

## Wyniki zawodów

### Konkurs indywidualny (20-21.02.2004)
Według pierwotnego planu, dzień przed rozpoczęciem konkursu indywidualnego, miały zostać rozegrane dwie serie treningowe i seria kwalifikacyjna. Z powodu niekorzystnych warunków atmosferycznych zostały one jednak odwołane, a do konkursu zostali dopuszczeni wszyscy zgłoszeni zawodnicy. Wszystkie reprezentacje mogły wystawić maksymalnie po czterech zawodników, z wyjątkiem drużyny Niemiec, w skład której wchodził obrońca tytułu – Sven Hannawald, dzięki czemu Niemcy mogli wystawić pięciu skoczków. Złoty medal w zawodach indywidualnych zdobył zawodnik norweski, Roar Ljøkelsøy, który o 18 punktów wyprzedził drugiego w klasyfikacji – Janne Ahonena i o 19,1 punktu – trzeciego Tamiego Kiuru.
| Miejsce | Zawodnik             | Państwo           | Seria 1   | Seria 1 | Seria 2   | Seria 2 | Seria 3   | Seria 3 | Seria 4   | Seria 4 |
| Miejsce | Zawodnik             | Państwo           | Odległość | Nota    | Odległość | Nota    | Odległość | Nota    | Odległość | Nota    |
| ------- | -------------------- | ----------------- | --------- | ------- | --------- | ------- | --------- | ------- | --------- | ------- |
| 1       | Roar Ljøkelsøy       | Norwegia          | 191,5     | 183,8   | 221,5     | 403,6   | 222,0     | 623,5   | 210,5     | 832,1   |
| 2       | Janne Ahonen         | Finlandia         | 190,0     | 180,0   | 225,0     | 404,0   | 216,5     | 618,3   | 201,5     | 814,1   |
| 3       | Tami Kiuru           | Finlandia         | 197,5     | 191,0   | 218,5     | 408,7   | 220,0     | 630,2   | 191,5     | 813,0   |
| 4       | Georg Späth          | Niemcy            | 203,5     | 197,2   | 225,0     | 423,2   | 202,5     | 620,7   | 195,5     | 808,8   |
| 5       | Tommy Ingebrigtsen   | Norwegia          | 204,5     | 198,4   | 225,0     | 395,4   | 219,0     | 612,7   | 200,0     | 807,2   |
| 6       | Bjørn Einar Romøren  | Norwegia          | 177,5     | 165,0   | 215,5     | 379,6   | 207,0     | 582,0   | 218,5     | 798,7   |
| 7       | Matti Hautamäki      | Finlandia         | 185,0     | 173,0   | 217,5     | 388,5   | 214,0     | 599,3   | 200,5     | 794,9   |
| 8       | Veli-Matti Lindström | Finlandia         | 183,5     | 172,2   | 219,0     | 384,0   | 206,5     | 584,8   | 204,5     | 783,7   |
| 9       | Sigurd Pettersen     | Norwegia          | 185,5     | 169,6   | 216,0     | 378,3   | 213,5     | 588,0   | 200,0     | 781,5   |
| 10      | Michael Uhrmann      | Niemcy            | 178,5     | 162,2   | 214,5     | 374,6   | 204,5     | 573,5   | 209,5     | 778,9   |
| 11      | Adam Małysz          | Polska            | 187,5     | 177,0   | 215,5     | 390,6   | 203,5     | 587,3   | 196,5     | 777,1   |
| 12      | Robert Kranjec       | Słowenia          | 186,5     | 175,8   | 214,0     | 386,6   | 216,0     | 602,3   | 182,0     | 773,7   |
| 13      | Thomas Morgenstern   | Austria           | 170,0     | 153,5   | 205,5     | 351,6   | 209,5     | 559,0   | 204,0     | 757,8   |
| 14      | Simon Ammann         | Szwajcaria        | 180,0     | 168,5   | 211,0     | 377,7   | 191,5     | 560,0   | 192,5     | 744,0   |
| 15      | Wolfgang Loitzl      | Austria           | 180,5     | 166,6   | 203,5     | 365,8   | 186,0     | 542,0   | 182,5     | 713,0   |
| 16      | Andreas Widhölzl     | Austria           | 177,5     | 163,5   | 210,0     | 371,5   | 182,5     | 542,5   | 180,5     | 709,1   |
| 17      | Sven Hannawald       | Niemcy            | 176,0     | 163,2   | 197,5     | 353,7   | 191,0     | 530,9   | 182,5     | 701,9   |
| 18      | Emmanuel Chedal      | Francja           | 182,5     | 168,5   | 199,0     | 354,3   | 194,5     | 539,2   | 169,5     | 690,6   |
| 19      | Martin Höllwarth     | Austria           | 151,5     | 124,8   | 179,5     | 292,7   | 200,0     | 487,2   | 161,5     | 624,5   |
| 20      | Daiki Itō            | Japonia           | 182,0     | 170,4   | 191,5     | 353,2   | 208,0     | 555,8   | 100,0     | 614,3   |
| 21      | Rok Benkovič         | Słowenia          | 174,5     | 159,9   | 193,5     | 344,1   | 189,5     | 517,5   | 127,0     | 609,9   |
| 22      | Clint Jones          | Stany Zjednoczone | 171,0     | 153,7   | 169,5     | 306,1   | 181,0     | 473,8   | 155,0     | 607,3   |
| 23      | Andreas Küttel       | Szwajcaria        | 173,0     | 160,1   | 197,0     | 350,5   | 193,0     | 536,1   | 101,5     | 594,8   |
| 24      | Noriaki Kasai        | Japonia           | 170,5     | 153,6   | 199,5     | 346,5   | 200,0     | 541,0   | 88,0      | 583,6   |
| 25      | Jens Salumäe         | Estonia           | 172,5     | 156,5   | 182,0     | 325,4   | 179,5     | 491,3   | 120,5     | 575,4   |
| 26      | Hideharu Miyahira    | Japonia           | 172,0     | 154,4   | 193,5     | 338,6   | 179,0     | 503,9   | 99,0      | 560,7   |
| 27      | Dienis Korniłow      | Rosja             | 177,5     | 163,0   | 194,5     | 349,4   | 181,5     | 518,7   | 84,0      | 556,5   |
| 28      | Mateusz Rutkowski    | Polska            | 151,5     | 128,3   | 176,0     | 289,5   | 175,5     | 449,6   | 95,0      | 501,6   |
| 29      | Martin Mesík         | Słowacja          | 171,0     | 151,7   | 180,0     | 317,2   | 159,5     | 450,6   | 92,0      | 498,0   |
| 30      | Maximilian Mechler   | Niemcy            | 148,5     | 120,7   | 188,0     | 297,3   | 189,0     | 471,6   |           | 471,6   |
| 31      | Primož Peterka       | Słowenia          | 144,5     | 120,4   |           | 120,4   |           | 120,4   |           | 120,4   |
| 32      | Dmitrij Wasiljew     | Rosja             | 147,0     | 119,4   |           | 119,4   |           | 119,4   |           | 119,4   |
| 33      | Martin Schmitt       | Niemcy            | 147,5     | 119,0   |           | 119,0   |           | 119,0   |           | 119,0   |
| 34      | Aleksiej Siłajew     | Rosja             | 143,5     | 112,7   |           | 112,7   |           | 112,7   |           | 112,7   |
| 35      | Jakub Janda          | Czechy            | 137,5     | 110,5   |           | 110,5   |           | 110,5   |           | 110,5   |
| 36      | Jan Mazoch           | Czechy            | 130,0     | 100,5   |           | 100,5   |           | 100,5   |           | 100,5   |
| 37      | Jan Matura           | Czechy            | 126,0     | 97,2    |           | 97,2    |           | 97,2    |           | 97,2    |
| 38      | Johan Erikson        | Szwecja           | 130,5     | 97,1    |           | 97,1    |           | 97,1    |           | 97,1    |
| 39      | Dmitrij Ipatow       | Rosja             | 124,0     | 88,8    |           | 88,8    |           | 88,8    |           | 88,8    |
| 40      | Stefano Chiapolino   | Włochy            | 122,0     | 85,4    |           | 85,4    |           | 85,4    |           | 85,4    |
| 41      | Akira Higashi        | Japonia           | 118,0     | 81,1    |           | 81,1    |           | 81,1    |           | 81,1    |
| 42      | Maksim Anisimau      | Białoruś          | 116,0     | 79,2    |           | 79,2    |           | 79,2    |           | 79,2    |
| 43      | Wojciech Skupień     | Polska            | 117,5     | 78,5    |           | 78,5    |           | 78,5    |           | 78,5    |
| 44      | Piotr Czaadajew      | Białoruś          | 112,0     | 72,9    |           | 72,9    |           | 72,9    |           | 72,9    |
| 45      | Thomas Schwall       | Stany Zjednoczone | 104,0     | 64,8    |           | 64,8    |           | 64,8    |           | 64,8    |
| 46      | Peter Žonta          | Słowenia          | 104,0     | 61,8    |           | 61,8    |           | 61,8    |           | 61,8    |
| 47      | Lukáš Hlava          | Czechy            | 102,0     | 60,9    |           | 60,9    |           | 60,9    |           | 60,9    |
| 48      | Jaan Jüris           | Estonia           | 98,0      | 55,6    |           | 55,6    |           | 55,6    |           | 55,6    |
| 49      | Kang Chil-ku         | Korea Południowa  | 94,0      | 49,8    |           | 49,8    |           | 49,8    |           | 49,8    |
| 50      | Choi Heung-chul      | Korea Południowa  | 92,0      | 47,4    |           | 47,4    |           | 47,4    |           | 47,4    |
| 51      | Nicolas Dessum       | Francja           | 91,0      | 45,2    |           | 45,2    |           | 45,2    |           | 45,2    |
| 52      | Robert Mateja        | Polska            | 85,0      | 39,0    |           | 39,0    |           | 39,0    |           | 39,0    |
| 53      | Giancarlo Adami      | Włochy            | 83,0      | 36,6    |           | 36,6    |           | 36,6    |           | 36,6    |
| 54      | Aleksandr Swietłow   | Białoruś          | 78,0      | 30,6    |           | 30,6    |           | 30,6    |           | 30,6    |
| –       | Dzmitryj Afanasienka | Białoruś          | –         | –       |           | –       |           | –       |           | DNS     |

### Konkurs drużynowy (22.02.2004)
Po raz pierwszy w historii mistrzostw świata w lotach narciarskich, poza konkursem indywidualnym, rozegrano zawody drużynowe. Tytuł drużynowych mistrzów świata w lotach narciarskich wywalczyli reprezentanci Norwegii, którzy o 7,7 punktu wyprzedzili srebrnych medalistów – Finów oraz o 91 punktów – trzecich w klasyfikacji, Austriaków.
| Miejsce | Państwo   | Zawodnik                                                                | Seria 1                 | Seria 1                       | Seria 2                 | Seria 2                        |
| Miejsce | Państwo   | Zawodnik                                                                | Odległość               | Nota                          | Odległość               | Nota                           |
| ------- | --------- | ----------------------------------------------------------------------- | ----------------------- | ----------------------------- | ----------------------- | ------------------------------ |
| 1       | Norwegia  | Bjørn Einar Romøren Sigurd Pettersen Tommy Ingebrigtsen Roar Ljøkelsøy  | 210,5 211,5 216,5 223,5 | 852,9 207,6 207,3 215,3 222,7 | 227,0 216,5 208,5 225,0 | 1711,8 430,0 417,1 416,0 448,7 |
| 2       | Finlandia | Tami Kiuru Veli-Matti Lindström Matti Hautamäki Janne Ahonen            | 215,5 209,0 217,0 211,5 | 841,6 216,6 204,8 212,4 207,8 | 221,5 215,0 213,5 217,5 | 1704,1 440,4 417,8 423,6 422,3 |
| 3       | Austria   | Andreas Widhölzl Andreas Goldberger Wolfgang Loitzl Thomas Morgenstern  | 205,0 197,0 210,5 214,0 | 811,3 201,0 190,9 207,6 211,8 | 217,0 197,5 202,0 206,0 | 1620,8 417,9 383,4 406,0 413,5 |
| 4       | Niemcy    | Michael Uhrmann Martin Schmitt Georg Späth Sven Hannawald               | 214,0 193,0 222,5 204,5 | 812,3 210,3 183,6 221,0 197,4 | 214,5 194,5 206,0 200,5 | 1606,4 422,7 369,5 423,2 391,0 |
| 5       | Japonia   | Akira Higashi Daiki Itō Hideharu Miyahira Noriaki Kasai                 | 212,5 203,0 202,0 203,5 | 798,1 205,0 198,1 196,4 198,6 | 191,5 196,5 201,0 213,0 | 1574,5 384,3 387,9 392,6 409,7 |
| 6       | Słowenia  | Primož Peterka Bine Zupan Rok Benkovič Robert Kranjec                   | 191,0 191,5 206,0 200,5 | 754,2 179,7 179,8 200,2 194,5 | 184,0 182,5 215,0 209,5 | 1503,4 352,5 348,3 414,2 388,4 |
| 7       | Rosja     | Dmitrij Ipatow Aleksiej Siłajew Dienis Korniłow Dmitrij Wasiljew        | 178,0 183,0 207,5 195,0 | 712,7 164,1 168,6 198,5 181,5 | 179,5 185,5 192,5 191,5 | 1404,5 324,0 337,2 381,0 362,3 |
| 8       | Polska    | Mateusz Rutkowski Robert Mateja Wojciech Skupień Adam Małysz            | 201,5 153,5 176,0 207,5 | 689,7 195,3 130,7 161,2 202,5 | 190,5 173,0 181,5 200,5 | 1386,8 375,9 285,8 328,5 396,6 |
| 9       | Czechy    | Lukáš Hlava Jan Mazoch Jan Matura Jakub Janda                           | 158,5 181,5 193,5       | 674,9 138,7 168,3 184,7 183,2 |                         | 674,9 138,7 168,3 184,7 183,2  |
| 10      | Białoruś  | Dzmitryj Afanasienka Aleksandr Swietłow Piotr Czaadajew Maksim Anisimau | 102,0 89,0 172,0 141,5  | 372,4 59,9 43,8 152,9 115,8   |                         | 372,4 59,9 43,8 152,9 115,8    |

### Klasyfikacja medalowa
W konkursach Mistrzostw Świata w Lotach Narciarskich 2004 medale wywalczyli reprezentanci trzech krajów – Norwegii, Finlandii i Austrii. Poniższa tabela jest klasyfikacją medalową MŚ 2004 po uwzględnieniu zawodów indywidualnych i drużynowych.
| Miejsce | Państwo   | Złoto | Srebro | Brąz | Razem |
| ------- | --------- | ----- | ------ | ---- | ----- |
| 1       | Norwegia  | 2     | –      | –    | 2     |
| 2       | Finlandia | –     | 2      | 1    | 3     |
| 3       | Austria   | –     | –      | 1    | 1     |